# Ineko Arima
Ineko Arima (有馬稲子, Arima Ineko, 3 de abril de 1932) é uma atriz de cinema japonesa. Ela apareceu em filmes de muitos diretores, incluindo Yasujirō Ozu e Kon Ichikawa.
Com uma carreira que vai de 1957 até o presente, Arimateve a orientação de diretores lendários como Yasujirō Ozu e Kon Ichikawa. Seus filmes teve coisas  notáveis incluindo papéis em Late Chrysanthemums, Black River, Tokyo Twilight, Equinox Flower e Love Under the Crucifix, mostrando seu notável talento. Além do cinema, ela também deixou sua marca na televisão, principalmente em dramas da NHK Taiga como Ten to Chi to e Tokugawa Yoshinobu. As contribuições de Arima foram reconhecidas com honras no Japão, incluindo a Medalha com Fita Púrpura (1995) e a Ordem da Coroa Preciosa (2003).

## Filmografia selecionada

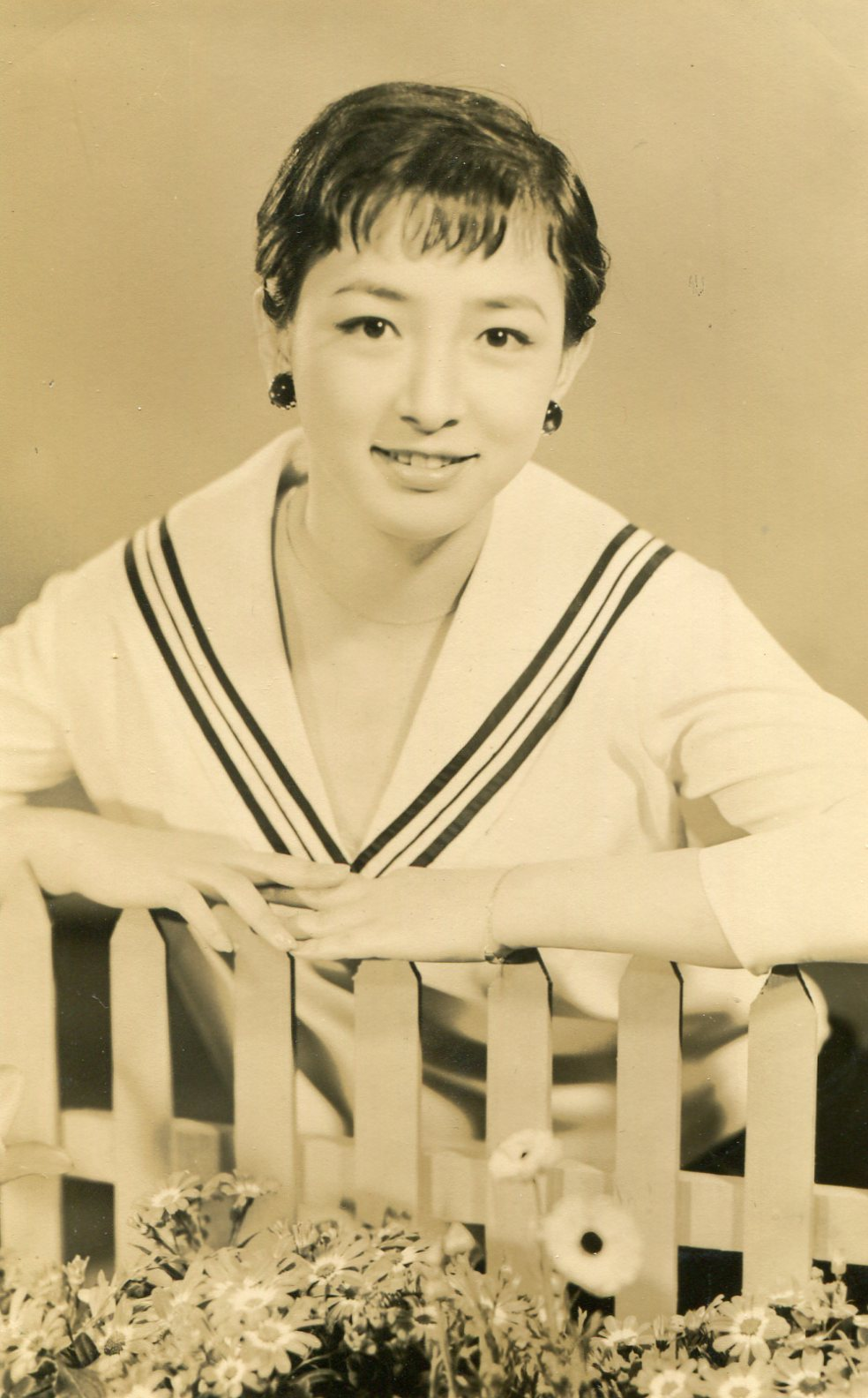
Ineko Arima na década de 1950

### Filmes
| Ano  | Título                     | Papel            | Diretor           | Referência |
| ---- | -------------------------- | ---------------- | ----------------- | ---------- |
| 1954 | Bangiku                    | Sachiko          | Mikio Naruse      | [ 5 ]      |
| 1957 | Kuroi kawa                 | Shizuko          | Masaki Kobayashi  | [ 6 ]      |
| 1957 | Tōkyō boshoku              | Akiko Sugiyama   | Yasujiro Ozu      | [ 7 ]      |
| 1958 | Yoru no tsuzumi            | Otane Ogura      | Tadashi Imai      | [ 8 ]      |
| 1958 | Higanbana                  | Setsuko Hirayama | Yasujiro Ozu      | [ 9 ]      |
| 1959 | Sekishunchō                |                  | Keisuke Kinoshita | [ 10 ]     |
| 1959 | Ningen no jōken            | Yang Chunlan     | Masaki Kobayashi  | [ 7 ]      |
| 1961 | Zero no shōten             | Hisako Tanuma    | Yoshitaro Nomura  | [ 11 ]     |
| 1962 | Ogin-sama                  | Ogin             | Kinuyo Tanaka     | [ 12 ]     |
| 1962 | Mitasareta seikatsu        | Junko Asakura    | Susumu Hani       | [ 13 ]     |
| 1963 | Bushidō zankoku monogatari | Maki             | Tadashi Imai      | [ 14 ]     |
| 1965 | Tokugawa Ieyasu            | Odai no Kata     | Daisuke Ito       | [ 15 ]     |
| 2001 | Inochi no umi              | Dra. Takase      | Susumu Fukuhara   | [ 16 ]     |
| 2008 | Yume no mani mani          | Emiko            | Takeo Kimura      | [ 17 ]     |
| 2019 | Soushiki no Meijin         |                  | Naofumi Higuchi   | [ 18 ]     |

### Séries de televisão
| Ano  | Título             | Papel          | Rede     | Notas       | Referência |
| ---- | ------------------ | -------------- | -------- | ----------- | ---------- |
| 1969 | Ten to Chi to      | Matsue         | NHK      | Taiga drama | [ 7 ]      |
| 1998 | Tokugawa Yoshinobu |                | NHK      | Taiga drama | [ 7 ]      |
| 1999 | Asuka              |                | NHK      | Asadora     | [ 7 ]      |
| 2017 | Yasuragi no Sato   | Shinobu Oikawa | TV Asahi |             | [ 7 ]      |

## Honras
- Medalha de Fita Roxa (1995)[19]
- Ordem da Coroa Preciosa, 4ª Classe, Glicínias (2003)[19]